# نوفل بن عبد الله
نوفل بن عبد الله بن نضلة بن مالك الخزرجي الأنصاري صحابي جليل من قبيلة الخزرج من الأنصار شهد مع النبي محمد ﷺ غزوة بدر وغزوة أحد وقُتِل فيها شهيداً.